# Perilitus brasiliensis
Perilitus brasiliensis är en stekelart som beskrevs av Szepligeti 1902. Perilitus brasiliensis ingår i släktet Perilitus och familjen bracksteklar. Inga underarter finns listade i Catalogue of Life.